# Xã Jefferson, Quận Hillsdale, Michigan
Xã Jefferson (tiếng Anh: Jefferson Township) là một xã thuộc quận Hillsdale, tiểu bang Michigan, Hoa Kỳ. Năm 2010, dân số của xã này là 3.063 người.